# Daknamstadion
Daknamstadion è uno stadio per il calcio sito nella località di Daknam, municipalità di Lokeren (Belgio). Lo stadio è principalmente usato per il calcio ed è il campo del Lokeren. Intorno al 1980 era collaudato per ospitare 18 000 spettatori, ma a seguito di misure di sicurezza la capacità è stata portata a 9 560 posti. Nel 2008 la presidenza del Lokeren ha deciso di aumentare il numero dei posti di 1 760 unità, ma i lavori non sono stati ancora iniziati.
Il 3 marzo 2010 ha ospitato una gara internazionale under 21 fra Belgio e Malta.